# Het Goor
Het Goor is een natuurgebied ten noordoosten van de Antwerpse plaats Dessel.
Het gebied is 84 ha groot en ligt tussen De Gracht en het Kanaal Dessel-Turnhout-Schoten. De hoogte bedraagt 25-30 meter.
Ooit was het een heide- en moerasgebied, in gebruik voor het hoeden van schapen en het steken van turf. Omstreeks 1845 werden de Kempische kanalen gegraven. Het gebied werd tijdens de Eerste Wereldoorlog omgezet in akkers en weilanden. Tussen 1934 en 1938 werden er visvijvers aangelegd, en één daarvan werd van 1936 verhuurd en ging dienst doen als zwemplas, het latere Campinastrand.
In het gebied werden onder meer blauwborst, boerenzwaluw, boomkruiper, boompieper, tafeleend, wilde eend, winterkoning, bosrietzanger, braamsluiper, dodaars, geelgors, goudhaantje en goudvink als broedvogel waargenomen.
Van de amfibieën kan de geelbuikvuurpad worden genoemd.